# Віктор Браун
Віктор Браун Рохас (ісп. Víctor Brown Rojas, нар. 7 березня 1927) — болівійський футболіст, що грав на позиції нападника за клуб «Літораль», а також національну збірну Болівії.

## Клубна кар'єра
У футболі дебютував 1949 року виступами за команду «Літораль», кольори якої і захищав протягом усієї своєї кар'єри гравця, що тривала десять років. 

## Виступи за збірну
1950 року дебютував в офіційних матчах у складі національної збірної Болівії. Протягом кар'єри у національній команді, яка тривала 8 років, провів у її формі 16 матчів.
Був присутній в заявці збірної на чемпіонаті світу 1950 року у Бразилії, але на поле не виходив.
У складі збірної був учасником Чемпіонату Південної Америки 1953 року у Перу.